# Henri Sauguet
Henri Sauguet (tên khai sinh là Henri-Pierre Poupard) (1901-1989) là nhà soạn nhạc, nghệ sĩ organ người Pháp.

## Tiểu sử
Henri Sauguet học âm nhạc với Joseph Canteloube và Charles Koechlin. Sauguet còn là môn đệ của Erik Satie. 

## Phong cách sáng tác
Sauguet là người sáng lập, đồng thời cũng là người đại diện xuất sắc nhất của Trường phái Arcueil. 

## Tác phẩm
Henri Sauguet được biết đến qua các vở:
- Ballet:

- Paul và Virginie (1943)
- Những ảo vọng (1947)
- Trà hoa nữ (1957)

- Opera Nữ tu sĩ ở Parme theo cuốn tiểu thuyết của Stendhal (1927-1936)

Ngoài ra, Sauguet còn sáng tác:
- ba bản concerto cho piano (1934-1963)
- bốn bản giao hưởng (1945-1971)
- Requiem (1954)
- Các tổ khúc thanh nhạc